# Adolph Modeer
Adolph Modeer est un naturaliste suédois, né en 1738 et mort en 1799.
Il se consacre principalement à la malacologie et l’entomologie. Il s’intéresse aussi aux méduses. Il est le secrétaire de la Société de médecine de Stockholm et membre de l’Académie royale des sciences de Suède. Modeer fait notamment paraître :
- Någre märkvärdigheter hos insectet Cimex ovatus pallide-griseus, abdominis lateribus albo nigroque variis, alis albis, basi scutelli nigricante. - Kongliga Vetenskaps Academiens Handlingar 25 (1-3): 41-47, Tab. II [= 2]. Stockholm. (1764).
- Styng-Flug-Slägtet (Oestrus). - Kongliga Vetenskaps Academiens Nya Handlingar 7 (4-6, 7-9): 125-158, 180-185. Stockholm (1786).
- Bibliotheca helminthologica, seu Enumeratio auctorum qui de vermibus scilicet eryptozois, gymnodelis, testaceis atque phytozoois tam vivis quam petrificatis scripserunt edita ab Adolpho Modeer (J.J. Palmium, Erlangen, 1786).
- Slägtet Pipmask, Tubipora. - Kongliga Vetenskaps Academiens Nya Handlingar 9 (7-9): 219-239, 241-251, Tab. VII [= 7]. Stockholm (1788).
- Om Slägtet Trumpetmask, Triton. - Kongliga Vetenskaps Academiens Nya Handlingar 10 (1-3): 52-56, Tab. II [= 2]. Stockholm (1789).

## Source
- Traduction de l'article de langue anglaise de Wikipédia (version du 9 décembre 2005).